# Любовище
 Тази статия е за селото в България.  За селото в Гора, Косово вижте Любовища (община Драгаш).  
Любо̀вище е село в Югозападна България. То се намира в община Сандански, област Благоевград. До 1966 година името на селото е Любовища.

## География
Село Любовище се намира в планински район.

## История

### Етимология
Според академик Иван Дуриданов етимологията на името Любовища е от първоначалния патроним на -ишти < -itji от личното име Любо, съкратено от композита като Любо-мир.

### В Османската империя
В XIX век е предимно българско селище и се числи към Мелнишката каза на Османската империя. В „Етнография на вилаетите Адрианопол, Монастир и Салоника“, издадена в Константинопол в 1878 година и отразяваща статистиката на населението от 1873 година, Либовица (Libovitsa) е посочено като село с 22 домакинства и 70 българи. Към 1900 година според статистиката на Васил Кънчов („Македония. Етнография и статистика“) в Лебовица живеят 250 души, от които 200 българи-християни и 50 турци.
В началото на XX век цялото село е под върховенството на Цариградската патриаршия. По данни на секретаря на Българската екзархия Димитър Мишев („La Macédoine et sa Population Chrétienne“) през 1905 година населението на Лебововища (Lebovovichta) брои 160 българи патриаршисти гъркомани.

### В България
Преброяване на населението през 2011 г.
Численост и дял на етническите групи според преброяването на населението през 2011 г.:
|                     | Численост |
| Общо                | 19        |
| Българи             | 19        |
| Турци               | –         |
| Цигани              | –         |
| Други               | –         |
| Не се самоопределят | –         |
| Неотговорили        | –         |

## Личности
Родени в Любовище
- Петър Василев Чорбаджиев (? – 1944), български революционер и селски войвода на ВМРО.[8]